# Vol Southwest Airlines 1248
Le vol Southwest Airlines 1248 est un vol intérieur régulier reliant Baltimore, dans le Maryland, à Las Vegas, dans le Nevada, avec des escales prévues à Chicago et Salt Lake City. Le 8 décembre 2005, le Boeing 737-700 effectuant ce vol est sorti hors de la piste de l'aéroport international Midway de Chicago, lors d'un atterrissage en pleine tempête de neige, et s'est écrasé au milieu de la circulation automobile, causant la mort d'un garçon de six ans et blessant 9 autres personnes au sol ; on ne dénombre aucune victime et 7 blessés parmi les 103 occupants de l'appareil.
Cet accident s'est produit exactement 33 ans après qu'un autre 737, assurant le vol United Airlines 553, s'est écrasé durant l'approche finale à l'aéroport international Midway, faisant 45 victimes. Il s'agit également du premier accident mortel impliquant un appareil de Southwest Airlines, depuis sa création en 1967.

## Contexte

### Avion

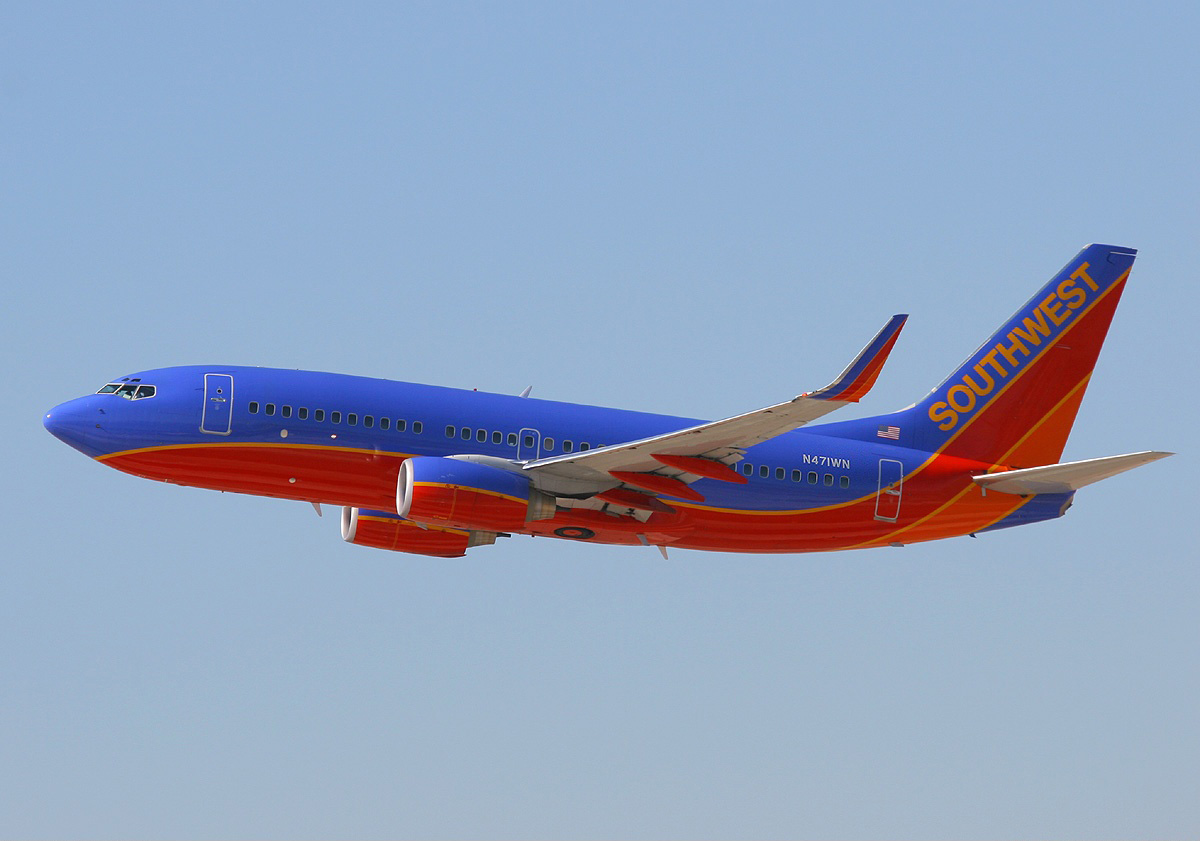
Le Boeing 737-700 impliqué (N471WN), ici à l'aéroport international Sky Harbor de Phoenix cinq mois avant l'accident.

L'aéronef impliqué était un Boeing 737-7H4 âgé d'un an et immatriculé N471WN (numéro de série 32471/1535).
Construit par Boeing et livrée neuf à la compagnie aérienne à bas prix américaine Southwest Airlines en 2004, cet avion de ligne court/moyen-courrier, propulsé par deux turboréacteurs CFM International CFM56-7B24, totalisait 5 273 heures de vol et 2 901 cycles (décollage/atterrissage) au moment de l'accident.

### Équipage
Le commandant de bord est Bruce Sutherland (59 ans), qui a été pilote dans l'U.S. Air Force entre 1969 et 1995. Il avait rejoint Southwest Airlines en août 1995 et totalisait 15 000 heures de vol à son actif, dont 4 500 heures sur Boeing 737. 
Le copilote est Steven Oliver (34 ans), qui travaillait pour la compagnie aérienne depuis février 2003, après avoir été commandant de bord chez Mesaba Airlines de 1997 à 2003. Il totalisait 8 500 heures de vol (dont 4 000 en tant que commandant de bord), dont 2 000 heures sur Boeing 737. 
Aucun des deux pilotes n'avait été impliqué dans un accident ou un incident avant le décollage du vol 1248. Sur ce vol, le commandant Sutherland était le pilote en fonction (PF) et le copilote Oliver était le pilote surveillant (PM).

## Accident
Le vol 1248 devait arriver à l'aéroport international Midway de Chicago, en provenance de l'aéroport international Thurgood Marshall de Baltimore-Washington, puis poursuivre sa route vers l'aéroport international de Salt Lake City, puis vers l'aéroport international Harry-Reid de Las Vegas. Le 737 a survolé plusieurs fois une petite zone du nord-ouest de l'Indiana, avant de tenter d'atterrir pendant une tempête de neige, réduisant alors la visibilité d’un quart à un demi mille (entre 400 et 800 m)

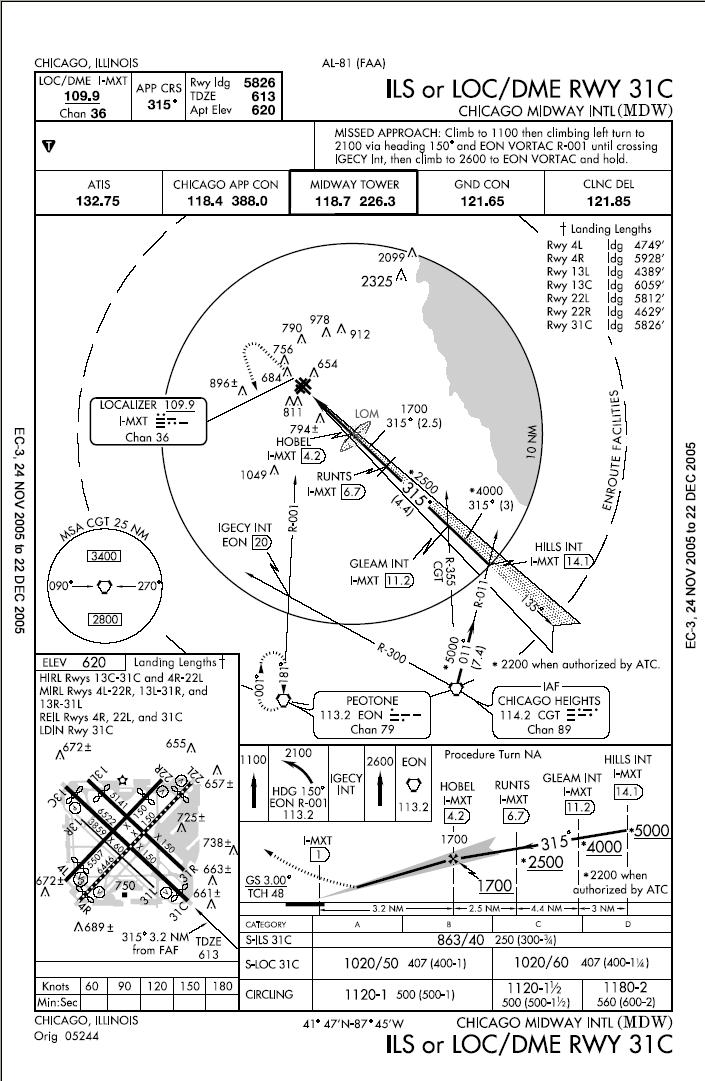
Carte d'approche ILS de la piste 31C de l'aéroport international Midway de Chicago, où l'accident s'est produit.

Vers 19 h 15 HNC, le pilote a tenté un atterrissage alors qu'il y avait près de 20 cm de neige au sol. Les responsables de l'aéroport ont cependant déclaré que la piste était déneigée avant l'atterrissage du vol 1248. Les dernières prévisions météorologiques faisaient état d'un vent soufflant d'est à est/sud-est (090°) et à une vitesse de 11 nœuds (20 km/h).
Un vent de sud-est favoriserait normalement l'atterrissage face au vent sur la piste 13C. La portée visuelle de piste (RVR) était signalée à 4 500 pieds (1 400 m) ; elle était donc inférieure au minimum requis pour l'atterrissage, lors d'une approche ILS vers la piste 13C. La seule piste disponible avec des minima inférieurs était la piste 31C, en sens inverse, que l'équipage a alors choisi, la vitesse sol (Vs) de l'avion étant ainsi augmentée en raison du vent arrière.

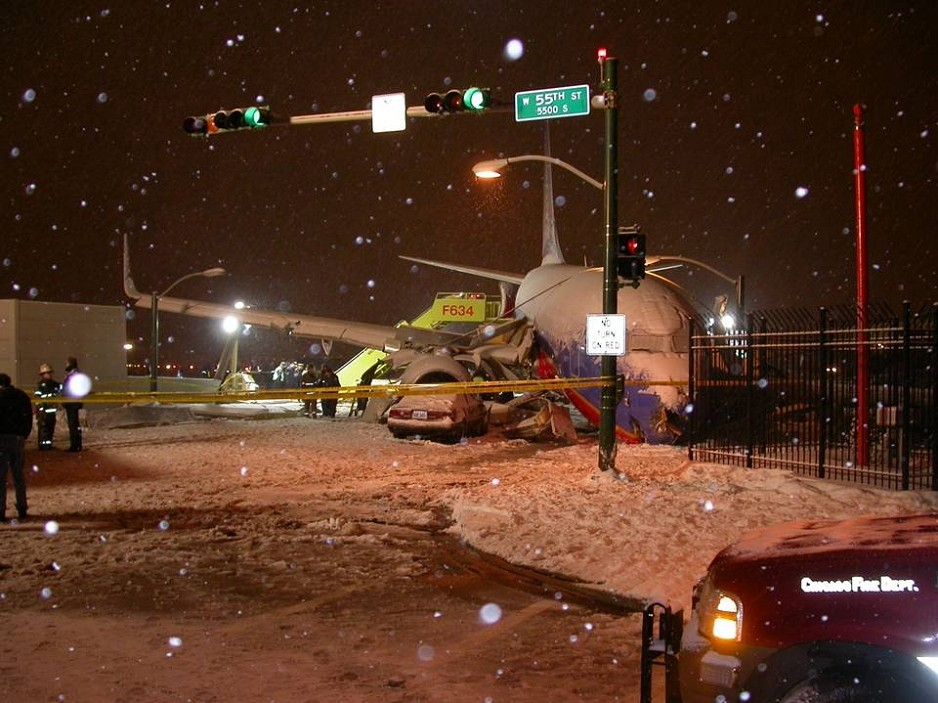
Photo du vol 1248, prise peu de temps après la sortie de piste du 737.

Le 737 a dérapé lors de l'atterrissage et, selon plusieurs témoins, son train d'atterrissage avant s'est affaissé. L'avion s'est finalement immobilisé sur Central Avenue, juste au sud de l'intersection de la 55e rue, à l'angle nord-ouest de l'aéroport. Cette intersection était alors très fréquentée et l'appareil a percuté au moins trois voitures, tuant Joshua Woods (un enfant âgé de 6 ans), blessant grièvement cinq occupants d'une voiture (deux adultes et trois enfants) et blessant grièvement quatre personnes à bord d'une seconde voiture. Tous ont été rapidement transportés vers les hôpitaux de la région. Trois passagers de l'avion ont été hospitalisés avec des blessures légères. Au total, 12 personnes ont été hospitalisées après l'accident. Une autre voiture percutée par l'avion était garée et inoccupée.

## Enquête
Le Conseil national de la sécurité des transports (NTSB) a enquêté sur l'accident. Le nez de l'avion a été hissé sur un semi-remorque à plateau le 10 décembre, et le 737 a ensuite été remorqué jusqu'à un hangar pour une inspection plus approfondie.
Le 737-700 était équipé des dernières technologies en termes d'antipatinage et de freinage. Le rapport souligne que Southwest Airlines n'avait commencé à utiliser les systèmes de freinage automatique que très récemment et que la formation des pilotes à leur utilisation était insuffisante.

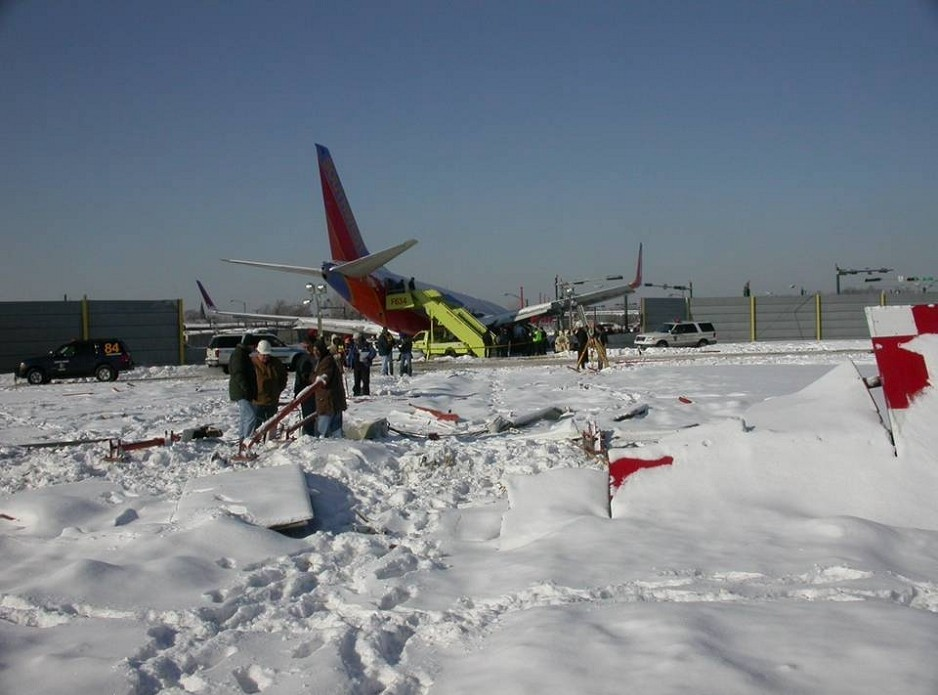
Le 737 accidenté, photographié sous un autre angle.

Le rapport préliminaire du NTSB a déterminé que l'avion s'était posé dans la zone d'atterrissage de la piste, alors qu'il restait encore 4 500 pieds (1 400 m) de piste utilisable, sur un total de 6 522 pieds (1 988 m) ; compte tenu des conditions météorologiques, du vent, de la vitesse et du poids de l'avion, il aurait eu besoin de 5 300 pieds (1 600 m) de piste pour s'immobiliser en toute sécurité. Il a été constaté que le vent arrière soufflait à 8 nœuds (14 km/h) et dépassait donc la limite de 5 nœuds (9 km/h) requise pour l'atterrissage d'un 737.

Un avis préliminaire du NTSB indiquait :

« Le pilote aux commandes (commandant de bord) a déclaré ne pas pouvoir sortir les leviers d'inversion de poussée de leur position rentré. Le copilote, après quelques secondes, a constaté que les inverseurs de poussée n'étaient pas déployés et les a actionnés sans problème. Les données de l'enregistreur de paramètres (FDR) indiquent que les inverseurs de poussée n'ont été déployés que 18 secondes après l'atterrissage, alors qu'il ne restait plus qu'environ 300 m de piste utilisable. »

Alternativement, l'équipage aurait pu maintenir l'avion en vol en attendant que les conditions météorologiques s'améliorent, ou se dérouter vers un autre aéroport, comme l'aéroport international O'Hare de Chicago, qui est doté de pistes nettement plus longues et situé à seulement 10 minutes de vol. Chacune de ces options aurait entraîné des dépenses supplémentaires considérables pour la compagnie aérienne, ainsi que des correspondances manquées et des désagréments importants pour les passagers. Le NTSB a identifié la pression psychologique exercée pour accomplir la tâche assignée comme l'un des facteurs ayant contribué à la décision de l'équipage d'atterrir à l'aéroport international Midway de Chicago malgré les conditions défavorables.
Le NTSB a découvert que le contrôleur aérien avait indiqué aux pilotes que le freinage était bon sur la première moitié de la piste et mauvais sur la seconde. Cependant, les enquêteurs ont constaté qu'il n'a pas fourni aux pilotes tous les rapports de freinage requis, car il n'a pas pris en compte le type d'avion dans chacun des rapports ; l'un de ces appareils était un petit avion qui signalait de mauvaises conditions de freinage. Il a été constaté que les différents rapports de freinage variaient considérablement selon le modèle d'avion, les conditions météorologiques, l'expérience des pilotes, le type d'équipement utilisé et l'heure à laquelle le rapport est transmis à l'équipage.
Les pilotes ont déclaré que, d'après les calculs qu'ils ont effectués dans le calculateur de performances de bord (OPC), ils pensaient pouvoir atterrir et s'arrêter en toute sécurité. Cependant, les enquêteurs ont déterminé que l'OPC fondait ses marges d'arrêt sur deux hypothèses : un vent arrière plus faible qu'il ne l'était en réalité et le déploiement des inverseurs de poussée au moment de l'atterrissage. Il a été constaté que les pilotes ignoraient ces hypothèses et que Southwest Airlines n'avait pas dispensé de formation périodique suffisante à ce sujet.
La compagnie aérienne avait une politique obligeant les pilotes à prendre en compte des évaluations plus critiques du freinage, lorsqu'ils recevaient des rapports mixte concernant le freinage. Cependant, les pilotes impliqués dans l'accident du vol 1248 n'étaient pas au courant de cette politique et ne l'ont donc pas prise en compte lors de l'évaluation des conditions d'atterrissage. Le NTSB a également constaté que trois autres pilotes de la compagnie avaient atterri avant l'accident avec les mêmes rapports de freinage. Interrogés, les pilotes de la compagnie ont révélé qu'eux aussi n'avaient pas respecté la politique de freinage mixte ou n'en avaient pas connaissance.

## Conclusion
Le NTSB a conclu que, même dans de mauvaises conditions de freinage et avec un vent arrière, l'avion aurait pu s'arrêter à temps si les pilotes avaient déployé les inverseurs de poussée à temps. L'examen du système d'inversion n'a révélé aucun signe de dysfonctionnement.
Le NTSB a donc déterminé que la cause probable de cet accident est l'incapacité des pilotes à utiliser rapidement l'inversion de poussée disponible pour permettre à l'avion de décélérer ou de s'arrêter en toute sécurité après l'atterrissage, ce qui a entraîné la sortie de piste. Cette défaillance est survenue parce que le manque d'expérience des pilotes concernant les atterrissages dans de tel conditions hivernales, ainsi que leur manque de familiarité avec le système de freinage automatique du 737 les ont distraits de l'utilisation des inverseurs de poussée pendant un atterrissage difficile.
Les facteurs contributifs sont les suivants : 
- l'incapacité de Southwest Airlines à fournir à ses pilotes des directives et une formation claires et cohérentes concernant les politiques et procédures relatives au calcul des distances d'atterrissage.
- la programmation et la conception de son OPC embarqué, qui ne présentait pas d'informations critiques malgré des méthodes d'évaluation du vent arrière et d'inversion de poussée incohérentes.
- le projet de mise en œuvre des nouvelles procédures concernant le freinage automatique, sans période de familiarisation des pilotes.
- l'absence d'une marge de sécurité dans l'évaluation des conditions d'atterrissage, pour pouvoir tenir compte des incertitudes opérationnelles.

L'absence d'un système d'arrêt en matériaux composites, ou EMAS, pourtant nécessaire en raison de la zone de sécurité limitée au-delà de l'extrémité de la piste 31C, a également contribué à la gravité de l'accident.

## Conséquences
Actuellement, il est recommandé de construire de nouvelles pistes avec une zone dégagée d'au moins 300 m de long à chaque extrémité, appelée « aire de sécurité d'extrémité de piste (en) » (RSA), afin de laisser un espace supplémentaire à un avion ayant dépassé la piste pour décélérer et s'arrêter en relative sécurité. Comme l'aéroport international Midway de Chicago a été construit avant l'entrée en vigueur de ces règles, il ne disposait pas de cette aire de sécurité au moment de l'accident. 
Cela a relancé les débats sur la nécessité et la faisabilité d'un système EMAS sur cet aéroport, compte tenu du manque d'aire de sécurité adéquates et de la présences des quartiers résidentiels environnants. Après l'accident, la ville a commencé à acquérir plusieurs terrains pour créer une zone tampon autour de l'aéroport. En 2007, l'installation de « lits d'arrêt » modifiés et de courte longueur a commencé. L'un d'eux a été installé à l'extrémité de la piste 31C à l'été 2007. D'autres lits d'arrêt ont également été installés à l'extrémité des pistes 04R, 13C et 22L.

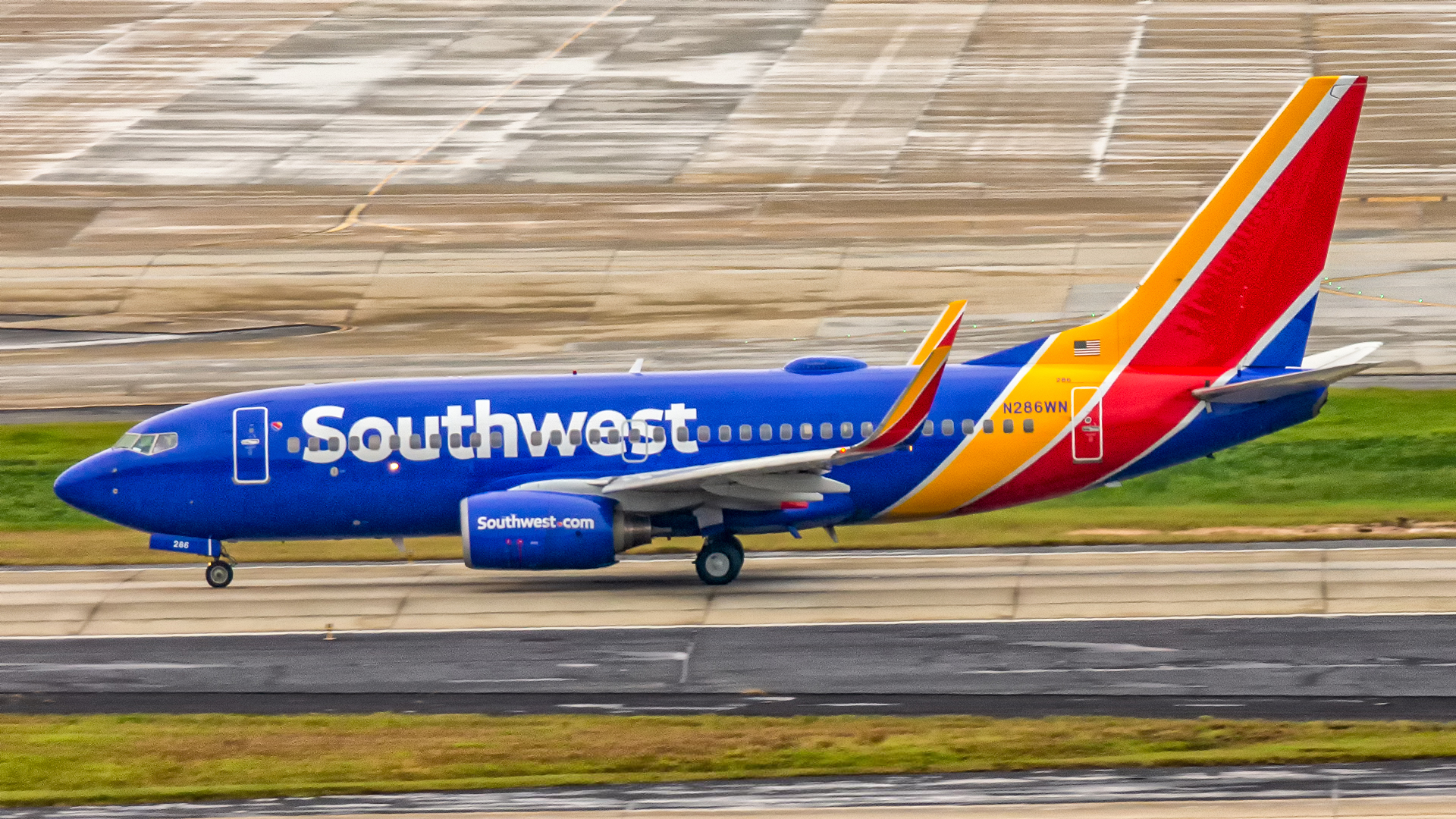
Le 737 accidenté, portant désormais une nouvelle immatriculation (N286WN) et la livrée actuelle de Southwest Airlines, photographié en octobre 2021.

Bien que cet accident ait tué une personne au sol, plutôt qu'un passager ou un membre d'équipage, Southwest Airlines a suivi la tradition de retirer tout numéro de vol impliqué dans un accident mortel ; les vols reliant Baltimore à Chicago partant vers 15 h 55 étaient désignés SWA1885, jusqu'à ce que ce numéro soit transféré à un autre vol. La compagnie aérienne a également adressé une requête à la Federal Aviation Administration (FAA) en juillet 2006, pour que l'immatriculation de l'avion soit modifié en N286WN. Après une longue réparation, ce 737 est ressorti du hangar de maintenance de Southwest Airlines, à l'aéroport international Midway, avec sa nouvelle immatriculation en septembre 2006. 